# 反坦克榴弹发射器
铁拳（德语：Panzerfaust）又称作裝甲拳或反戰車榴弹发射器，是第二次世界大战時由德國研發與制造的火藥推進無後座力反裝甲武器。此武器具體類型為一種小型且廉價的預裝填無後座力砲，並非坊間所認為的火箭發射器。它可能是較早開發完成的拳彈(Faustpatrone)發射器的改良型，而鐵拳眾多的型號也一直存在至戰爭結束。此反戰車榴彈發射器的部分設計思想在二次大戰後影響了著名的火箭推進榴彈系列，例如蘇聯研發的RPG-2、RPG-7等。

## 歷史及設計
自開戰以來，德國陸軍發現現有的步兵攜行反裝甲武器已無力對抗敵軍裝甲部隊，特別是1941年6月入侵蘇聯後，這種狀況更加嚴重。為了挽回頹勢，德國陸軍提出新式步兵攜行反裝甲武器的需求，這種新武器應該要讓步兵執行反裝甲任務時，能夠與敵方裝甲車輛保持一段距離發射破甲榴彈，於是在1942年11月要求雨果暨阿佛烈·施奈德股份有限公司（以下簡稱HASAG）這家總部位於萊比錫的軍火生產公司，開發一款發射破甲榴彈的無後座力砲。（pp. 12-13）
目前關於鐵拳早期的開發細節與公司內部測試過程仍然不是很清楚，因為1945年4月，美軍即將推進至萊比錫之際，HASAG的總經理與他的妻子在總部大樓引爆炸彈自殺，部份公司檔案因而焚毀，連帶使鐵拳系列的早期開發紀錄佚失。（p. 12）

### 前導型
HASAG研發部主任海因里希·蘭格威勒博士(Dr. Heinrich Langweiler)率領其研發小組，開發出「42式拳彈」(Faustpatrone 42，以下簡稱FP 42)（p. 13）（p. 336）。這款武器也有個暱稱叫做「小葛麗特」(（德文）Gretchen)。FP 42的構造，大致是個直徑8公分的半圓形破甲榴彈彈頭，插入直徑2.8公分的身管中，管內填裝30公克黑火藥做為發射藥。彈頭加身管總長35公分，重約1公斤，有效射程僅有20至30公尺。命中時可擊穿30毫米的軋壓均質裝甲（RHA）（p. 64）。這是種單次射擊武器，射出彈頭後，身管即丟棄。FP 42不易操作，也不易瞄準，士兵操作時甚至被迫穿戴手套，以免手掌遭尾燄灼傷。少量FP 42曾在1943年初送往東線進行實戰測試，結果前線士兵很難接受這種新武器。（pp. 13-14）

### 原型 Faustpatrone
FP 42尚未進行實戰測試前，蘭格威勒博士即在1942年12月提出需要改良之處（p. 20）。包括：
- 較長但不超過1公尺的身管。
- 在身管上方設置簡易瞄準表尺。
- 將發射鈕置於瞄準表尺後方。
- 彈頭尾管加裝折疊尾翼。

HASAG研發部根據這幾個需要改良之處，於1943年初重新設計出一種射後即丟的無後座力破甲榴彈發射器，可看成放大的FP 42，此即「鐵拳」的原型。（p. 14）這款原型鐵拳的名稱為30式小型拳彈(Faustpatrone Klein 30)，除此之外，也可稱之為1式拳彈(Faustpatrone 1，簡稱FP 1),或小型30式鐵拳(Panzerfaust 30 Klein)，因型號多達三種，所以後來全部簡化通稱為拳彈(Faustpatrone)。

### 正式定名
HASAG研發部根據研發及測試拳彈時發現的缺點再進行改良，而發展出拳彈的後繼型，最初稱為2式拳彈(Faustpatrone 2，簡稱FP 2)，稍後改名為30式鐵拳(Panzerfaust 30)，這款新武器也因此正式定名為鐵拳。
30式鐵拳自1942年年底開發，算是較早開發的拳彈放大版，最終的成品是重不到10公斤(約5.1至5.3公斤)的一種簡單武器（p. 21）。身管由便宜的低等鋼材製造，長約一米，內徑根據版本在4至6釐米不等，內部預裝少量的黑火藥作為發射藥。身管上方裝有簡單的瞄準表尺和發射裝置。由於沒有前準星，射手通常利用彈頭的輪廓來瞄準。彈頭內裝800克的TNT/RDX混合炸藥，前端為平頭金屬整流罩，彈頭後部以鋼製彈簧夾緊扣裝有折疊尾翼的木質尾管，再插入身管管口，整顆彈頭總重約3千克（p. 49）。

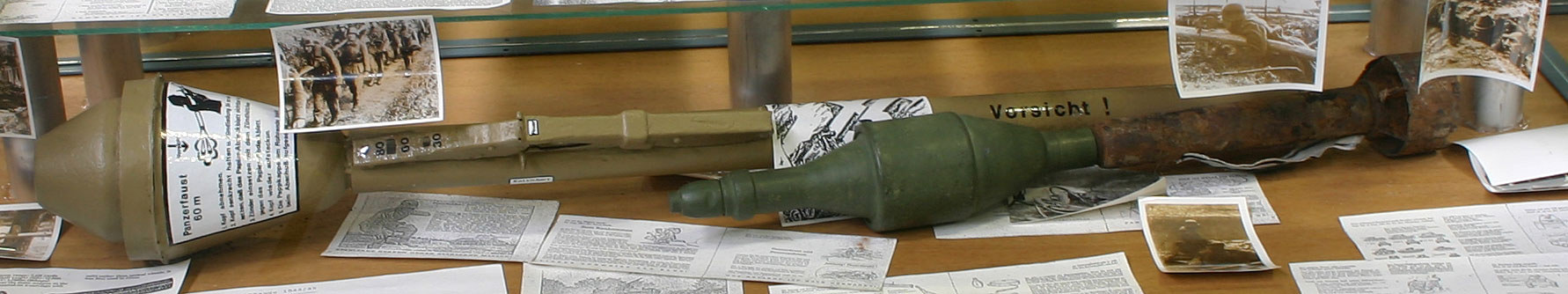
8.8cm RPzBGr 4322 (前) & Panzerfaust 60 (後)

反戰車榴彈發射器在身管的尾部上方標註有紅色的警告字樣「注意！火焰噴射！」以防止射手被尾焰燒傷。身管在發射後即被拋棄，這也是世界上第一種單次使用的反裝甲武器。反戰車榴彈發射器通常以手臂夾在腋下發射，它的成形裝藥可以擊穿傾斜30度200毫米的軋壓均質裝甲（RHA），能從正面擊毀大部分的盟軍戰車。
小型30式鐵拳與30式鐵拳這兩款新武器最初共造6000挺並在1943年7月開始送往東線進行實戰測試，東線部隊在該年8月接收這兩種新武器，士兵們發現鐵拳的構造簡單輕巧，威力卻大到足以擊毀紅軍重戰車，沒多久即受到基層士兵讚賞；德國陸軍下令在1943年10月開始量產鐵拳。（pp. 17-20）

### 平行發展觀點
還有另一種觀點，這是洛特曼(Gordon L. Rottman)先生在其著作中提出，他認為當初蘭格威勒博士對於這款原型鐵拳的構想，就是同時平行開發兩種榴彈發射器，一種使用小彈頭，一種使用一般彈頭。小彈頭用來對付輕型裝甲目標，一般彈頭則用來對付重型裝甲目標。使用小彈頭的發射器原本型號為FP 1，稍後改稱拳彈或小型30式鐵拳；而使用一般彈頭的發射器原本型號為FP 2，後改稱30式鐵拳。（p. 16）
所以平行發展觀點認為拳彈與鐵拳是同時由FP 42衍生而出，雖然操作原理相同，卻是尺寸完全不一樣的兩種武器，平行發展兩種武器可能是基於成本考量所做的高低配。（pp. 17-20）這種拳彈與鐵拳平行發展觀點，比較可以合理解釋為何小型30式鐵拳一直持續生產至戰爭結束，而30式鐵拳的生產線在1944年9月之後由60式鐵拳全面取代。
拳彈與鐵拳不論是一脈相傳或者平行發展，鐵拳的早期開發紀錄大部份已毀於戰火，這部份可能只有期待未來會有未遭戰火摧毀的新史料出現。

### 大量生產
第二次世界大戰後期，HASAG至少有十二座工廠負責生產鐵拳，其中十一座位於德國，一座位於波蘭。HASAG強迫大量奴工在這些生產鐵拳的工廠工作，他們大部份來自波蘭，且多數是婦女，住在緊臨工廠旁的勞動集中營裡，惡劣的工作環境造成這些奴工只能存活二到三個半月；1945年開始，戰局嚴重惡化，SS強迫殘存的奴工往西或往南遷徙至其他勞動集中營，不少人死於遷徙途中。（pp. 26-27）
目前所知，Panzerfaust 30 Klein生產量155萬挺；其他型號(Panzerfaust 30、60、100)鐵拳生產量660萬挺；Panzerfaust 150生產量10萬挺。故鐵拳的總生產量約為825萬挺。（p. 28）
反戰車榴彈發射器的優勢主要體現在近距離巷戰中。由於製造工藝極其簡單，以至於在柏林被圍之時仍然有大量的反戰車榴彈發射器出廠並能及時地補充給城防部隊和平民志願者。在柏林被攻陷前，反戰車榴彈發射器擊毀了數百輛蘇軍裝甲車輛。如果單就造價對比擊殺率來看，這型武器可以算是二次大戰中最優秀的反裝甲武器。

## 改進

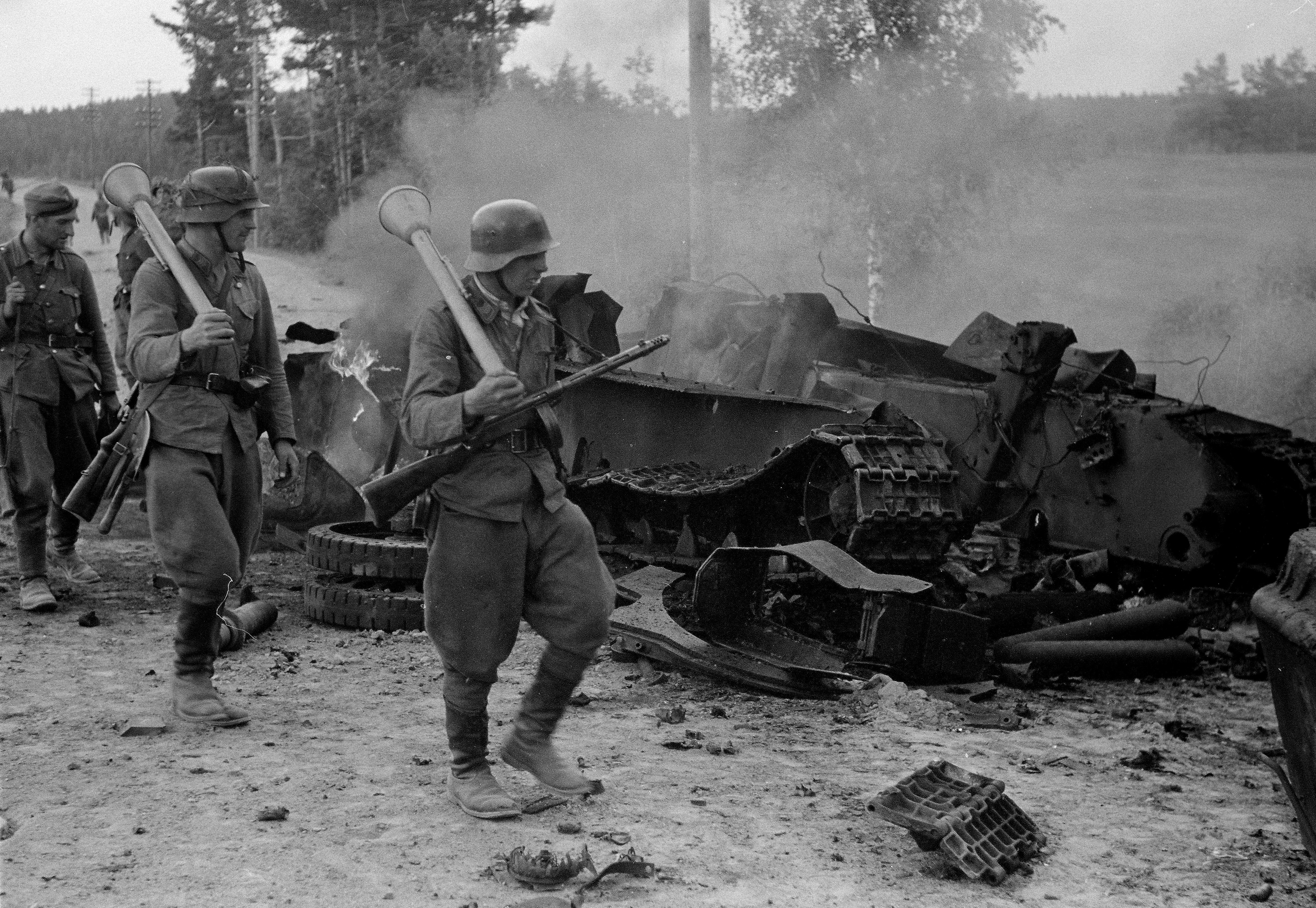
塔利-伊漢塔拉戰役中，使用Panzerfausts 30的芬蘭士兵步行經過被擊毀的蘇聯T-34坦克

蘭格威勒博士率領的研發小組開發出鐵拳系列後，依然持續改良鐵拳以增加射程、命中率與機械可靠度，針對鐵拳的改良一直進行到戰爭結束。（p. 20）
故反坦克榴彈發射器存在多個逐步改進的版本：

### Panzerfaust 30 Klein（小型）／Faustpatrone
最初的型號，在1943年8月首次裝備。「30」表示理論上的30米有效射程。它有一個直徑3.3釐米的身管，含54公克的發射藥，用來發射一個載著400公克TNT/RDX混合炸藥的彈頭，可穿透傾斜30度140毫米的均質裝甲。彈頭飛行僅約28米／每秒。全重3.2千克。（p. 21）製造反戰車榴彈發射器非常地簡單，但是它只能使用一次，然後被丟棄。由於此版本的有效射程過近，射手有被爆炸波及的危險。
本型雖然穿甲威力不如Panzerfaust 30，不過依然持續量產至戰爭結束，總產量達155萬挺。

### Panzerfaust 30
為Faustpatrone和Panzerfaust 30 Klein改良的型號，同樣出現在1943年8月。這型號有一個更大的彈頭用作改良裝甲穿透力至200毫米（7.9英吋），但是其有效射程仍只有30米。
由於前線士兵面對敵軍各式裝甲車輛時，偏好使用威力較大的Panzerfaust 30，所以後續的Panzerfaust 60與Panzerfaust 100全都延用Panzerfaust 30彈頭。（p. 20）

### Panzerfaust 60
這是最普遍使用的型號，生產開始於1944年8月。它有了更加實用的60米有效射程，但出膛速度僅為45米／每秒，彈頭在最大射程到達目標將花費一秒半。為了達到更高的速度，身管的直徑增加到了5釐米，而且使用了134克的發射藥。它也有了一個改進的準星和扳機結構。全重6.1千克。
Panzerfaust 60的瞄準表尺外型與Panzerfaust 30不同，原本的發射按鈕也改成面積較大的壓板式扳機，瞄準表尺與壓板式扳機之間增設一個保險推桿，要將保險推桿往前推才能按下扳機發射，此舉改善Panzerfaust 30容易發生走火意外的缺點。（p. 70）

### Panzerfaust 100
1944年11月以後，這是最後的量產型號。它有理論上100米的有效射程。總重190公克的發射藥分成等重兩塊，一前一後以15釐米的間隔預先裝填於直徑6厘米的身管中，當前後的發射藥先後引爆時，會以60米／每秒的速度射出彈頭。（pp. 22-23）瞄準具包括對應於30、60、80和150米的標尺孔，以夜光顔料標記，以使在黑暗中辨識更容易。全重6.8千克。本型外觀與Panzerfaust 60幾乎完全相同，兩者很難分辨（p. 68）。

### Panzerfaust 150
數量有限的Panzerfaust 150在臨近戰爭結束時被配備，而且是一個更先進的設計。它不僅有與Panzerfaust 100總數一樣的發射火藥，還有一個重新設計的彈頭和兩級發射藥，最終達到85米／每秒的初速以及增加的裝甲穿透力。它可以重新使用10發，生產開始於1945年3月，戰爭結束的前兩月。
該型彈頭前端為圓錐型整流罩，彈頭主體也改為平直的圓筒狀構造，使彈頭重量減輕、直徑減少為105毫米（p. 21），內部炸藥容量倒是由過往型號的800公克增加為900公克，炸藥配置方式改採半球型裝藥(Hemispherical Charge)，爆炸時會產生較粗短的金屬噴流，增加金屬噴流對目標內部的破壞力（p. 80）。拜其新外型之賜，Panzerfaust 150的發射藥容量雖然與Panzerfaust 100相同，彈頭卻飛得比較快、比較遠，穿甲威力也增加。本型的總產量為十萬挺，但來不及配發部隊，戰爭就結束了。（p. 24）
一般認為，前蘇聯於1949年服役的RPG-2火箭推進榴彈所使用的PG-2彈頭外形，就是受到Panzerfaust 150彈頭的影響。（p. 24）

### Panzerfaust 250
Panzerfaust 250計劃在1945年9月投入生產，但是戰爭在研發完成前結束了。
本型僅存在於圖紙上，也不清楚全尺寸的模型是否完成。外型可能是個加重的身管，身管上方是重新設計的瞄準表尺，發射裝置移往身管下方，且設計成手槍式握把與扳機，所用的彈頭則是修改過的Panzerfaust 150彈頭，修改成一管一體成型的發射藥接在彈頭尾管底部，身管內不再預先裝填發射藥。（pp. 24-25）與僅能重覆裝填10發的Panzerfaust 150不同，Panzerfaust 250是種可以反覆重新裝填的無後座力砲；類似於Panzerschreck，開發Panzerfaust 250有可能是為了取代較為笨重的Panzerschreck；目前認為Panzerfaust 250部分開發概念影響前蘇聯的火箭推進榴彈早期型號。（p. 75）
戰後，西德亦曾沿襲鐵拳的原理開發名為鐵拳2及鐵拳3全新設計火箭推進的火箭彈發射器。

## 其他
第二次世界大戰後期，歐洲戰區的同盟國士兵也常使用鐵拳。德軍為了對抗紅軍龐大的裝甲部隊，故優先在東線部署鐵拳，俄國人因此俘獲大量鐵拳，也使得紅軍士兵有時把鐵拳當成本國武器使用；據說，美軍第82空降師的傘兵們寧願改用俘獲的鐵拳與戰車殺手代替軍方配發的巴祖卡火箭筒，該師師長甚至認為美國陸軍應該大量仿製鐵拳。（pp. 69-70）比爾·岡德於1944年12月以補充兵身份加入美軍第84步兵師，負責操作巴祖卡火箭筒。他回憶有一次接到高層通知，德軍派出虎式重戰車前往他們的防區，他知道巴祖卡火箭筒對虎式重戰車沒什麼效果，於是只拿幾挺俘獲的鐵拳進入戰鬥位置，還好最後德軍的裝甲部隊沒攻過來。（p. 84）

## 優點與缺點
鐵拳有以下優點: 
- 容易量產。
- 價格低廉。
- 操作容易。
- 構造簡單輕巧。
- 頗具威力的彈頭。

這些優點使德軍步兵有能力與敵方裝甲部隊近距交戰，得以抵擋或遲滯同盟國部隊的攻勢。
鐵拳有以下缺點:
- 射程較短。
- 命中率不尽如人意。
- 尾燄極為明顯。

從HASAG不斷改良鐵拳系列的射程與命中率來看，德國人對鐵拳的射程與命中率不是很滿意。射程與命中率的缺點也使得鐵拳比較適合防禦作戰，特別是用於伏擊敵軍裝甲部隊。而發射時產生明顯的尾燄造成步兵發射鐵拳時暴露射手位置，從而引起敵方士兵注意。
自1943年8月至1945年5月，大量鐵拳配發部隊，這種狀況也表示，德國陸軍到戰爭後期已經缺乏更有效的反裝甲手段，不得不靠步兵使用廉價反裝甲武器，以血肉之軀阻擋同盟國裝甲部隊向德國本土進攻。

## 流行文化

### 電子遊戲
- 2021年—《應徵入伍》：型號為Panzerfaust 60和Panzerfaust 100。

## 註腳與參考來源
1. 1 2 3 4 5 6 7 8 9 10 11 12 13 14 15 16 17 18 19 20 21 22 23 24 25   Gordon, L. Rottman. . Oxford: Osprey Publishing Ltd. 2014. ISBN 978-1-78200-788-3.
2. 1 2  .   [2015-05-13]. （原始内容存档于2019-08-12） （英语）.
3. ↑  Rottman, Gordon L. . Oxford: Osprey Publishing Ltd. 2013. ISBN 978-1-78200-175-1. 本書第336頁，該武器型號則寫作"Faustpatrone 43"。
4. ↑  .   [2015-05-13]. （原始内容存档于2015-05-18） （英语）.
5. 1 2 3 4 5  M.Hofbauer. .   [2015-05-13]. （原始内容存档于1999-10-06） （英语）.
6. ↑  M.Hofbauer. .   [2015-05-24]. （原始内容存档于1999-11-11） （英语）.
7. 1 2  小林源文. . 許嘉祥 譯. 台北市: 星光出版社. 2008年8月. ISBN 978-957-677-670-0.
8. ↑  Green, Michael. . Osceola: Motorbooks International. 1995. ISBN 0-87938-954-0.

## 外部連結
- （英文）-U.S. Intelligence Report on German Hollow-Charge Weapons（页面存档备份，存于）
- （英文）-Modern Firearms
- （英文）-The Panzerfaust（页面存档备份，存于）
- （繁體中文）-火柴棒對紙老虎 Panzerfaust 30m Klein（页面存档备份，存于）
- （繁體中文）-火柴棒對紙老虎~44年步卒的最後掙扎 Panzerfaust 60m（页面存档备份，存于）